# Scutopalus pradhani
Scutopalus pradhani är en spindeldjursart som först beskrevs av Gupta och Soumyendra Nath Ghosh 1980.  Scutopalus pradhani ingår i släktet Scutopalus och familjen Cunaxidae. Inga underarter finns listade i Catalogue of Life.